# بنگور (آیووا)
بنگور (به انگلیسی: Bangor) یک منطقهٔ مسکونی در ایالات متحده آمریکا است که در شهرستان مارشال، آیووا واقع شده‌است.